# Dan-Olof Stenlund
Dan-Olof Stenlund (* 25. Oktober 1937 in Skellefteå als Dan Olof Bertil Stenlund) ist ein schwedischer Hochschulprofessor und Chordirigent.

## Leben und Werk
Dan-Olof Stenlund wurde 1937 in Skellefteå als Sohn des Kantors Bertil Stenlund und seiner Frau Esther Vikström geboren.
Er studierte an der Königlich Schwedischen Musikakademie in Stockholm Klavier, Orgel, Cello und Gesang und graduierte als Kirchenmusiker, Korrepetitor und Musikpädagoge. Weiterhin folgten Dirigierstudien bei Eric Ericson, Leonard Bernstein und Sergiu Celibidache.
Stenlund übernahm den Posten des Professors für Chorleitung am Königlich Dänischen Musikkonservatorium in Kopenhagen im Alter von 36 Jahren. Er ist auch Lehrer für Chorleitung an der Musikakademie in Malmö, und ein Mitglied der Royal Academy of Music.
Von 1961 bis 1974 war Dan-Olof Stenlund Kirchenmusiker in Engelbrektskyrkan in Stockholm.
Als international gefragter Dirigent und Chorleiter unterrichtet Dan-Olof Stenlund an der staatlichen Musikhochschule in Malmö und leitet den dortigen Kammerchor, den Malmö Kammarkör, darüber hinaus den Landesjugendchor Baden-Württemberg, wo er auch immer wieder den Dialog mit Studenten sucht und begabte junge Musiker fördert.
Im Jahr 2018 wurde Stenlund mit der schwedischen königlichen Medaille Litteris et Artibus geehrt.

## Auszeichnungen
- 1977: Norrby Medaille
- 1995: Chorleiter des Jahres
- 2018: Medaille „Litteris et Artibus“

## Dirigententätigkeit
- KFUM: Kammerchor 1957–1974
- Sangesgruppe Spiralerna 1961–1965
- Uppsala Akademischer Kammerchor 1961–1974
- KFUM-Chor in Stockholm 1965–1974
- Malmö Kammerchor 1975–
- Malmö Symfonieorchester Chor 1975–1993